# Gmina Hals
Gmina Hals (duń. Hals Kommune) – była gmina w Danii w okręgu północnej Jutlandii (Nordjyllands Amt). Siedzibą władz gminy był Gandrup. Gmina Hals została utworzona 1 kwietnia 1970 na mocy reformy podziału administracyjnego Danii. Po kolejnej reformie w roku 2007 gmina weszła w skład gminy Aalborg.

## Dane liczbowe
- Liczba ludności: (♀ 5791 + ♂ 5657) = 11 448
  - wiek 0–6: 8,6%
  - wiek 7–16: 14,2%
  - wiek 17–66: 64,1%
  - wiek 67+: 13,2%
- zagęszczenie ludności: 60,3 osób/km²
- bezrobocie: 6,7% osób w wieku 17–66 lat
- cudzoziemcy z UE, Skandynawii i USA: 125 na 10 000 osób
- cudzoziemcy z krajów Trzeciego Świata: 85 na 10 000 osób
- liczba szkół podstawowych: 5 (liczba klas: 81)